# Atlides corcorani
Atlides corcorani är en fjärilsart som beskrevs av Clench 1942. Atlides corcorani ingår i släktet Atlides och familjen juvelvingar. Inga underarter finns listade i Catalogue of Life.